# Камениця (Сілезьке воєводство)
Камениця (пол. Kamienica) — село в Польщі, у гміні Возьники Люблінецького повіту Сілезького воєводства.
Населення — 821 особа (2011).
У 1975-1998 роках село належало до Ченстоховського воєводства.

## Демографія
Демографічна структура станом на 31 березня 2011 року:
|          | Загалом | Допрацездатний вік | Працездатний вік | Постпрацездатний вік |
| -------- | ------- | ------------------ | ---------------- | -------------------- |
| Чоловіки | 407     | 73                 | 287              | 47                   |
| Жінки    | 414     | 76                 | 249              | 89                   |
| Разом    | 821     | 149                | 536              | 136                  |